# نيل مور (عازف بيانو)
نيل مور (بالإنجليزية: Neil Moore)‏ هو عازف بيانو أسترالي، ولد في 1957.